# Floran Scoica
Floran Scoica är en rumänsk kanotist.
Han tog bland annat VM-silver i K-4 200 meter i samband med sprintvärldsmästerskapen i kanotsport 1994 i Mexico City.